# The Cornell Expedition to Asia Minor and the Assyro-Babylonian Orient

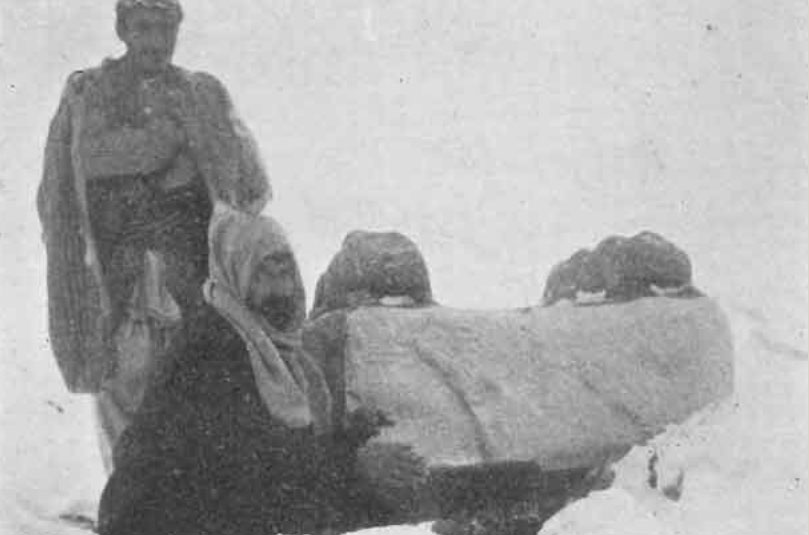
Mitglieder der Cornell-Expedition beim Erstellen eines Abklatsches der hethitischen Löwenskulpturen von Arslantaş im Schnee

The Cornell Expedition to Asia Minor and the Assyro-Babylonian Orient (Cornell-Expedition nach Kleinasien und in den assyrisch-babylonischen Orient), in der archäologischen Fachliteratur oft verkürzt als Cornell-Expedition bezeichnet, war eine Unternehmung der US-amerikanischen Cornell University  in Ithaca, New York, in den Jahren 1907 und 1908. Das Ziel war die altgeschichtliche Erkundung und Dokumentation von Anatolien und Teilen Mesopotamiens.

## Personal
Angeregt und organisiert wurde die Expedition von dem Historiker und Epigraphiker John Robert Sitlington Sterrett (1851–1914), Professor für Griechisch an der Cornell-Universität. Er war bereits in den letzten Jahren des 19. Jahrhunderts durch Kleinasien gereist und hatte sich einen Ruf als Experte für griechische Inschriften erworben. Ihm schwebte das Ziel vor, den „Ruf der Menschheit nach Licht in der Frage des Lebens des Menschen in der Wiege der westlichen Zivilisation“ (call of humanity at large for light in regard to the life of man in the cradle of Western civilization) zu beantworten.
Als Expeditionsteilnehmer wählte Sterrett drei ehemalige Studenten der Cornell-Universität aus, den Orientalisten Albert Ten Eyck Olmstead (1880–1945) sowie zwei Studenten der Abschlussklasse von 1906, Benson Brush Charles (1880–1969) und Jesse Wrench (1882–1958), die bereits 1904/1905 Palästina und Syrien bereist hatten und daher darin geübt waren, Abklatsche von Inschriften zu erstellen.

## Ablauf

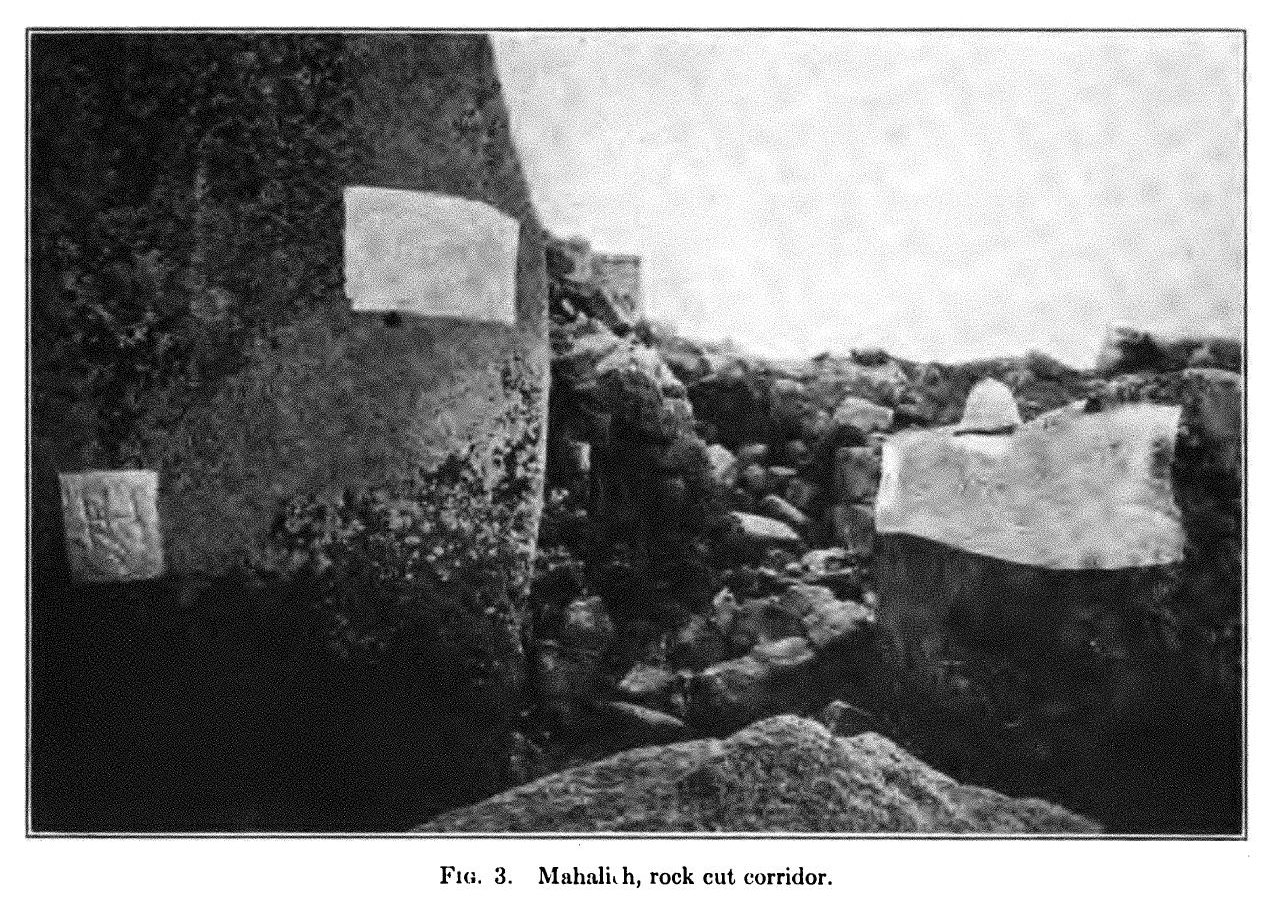
Abklatschpapier auf den Felsinschriften am Karadağ

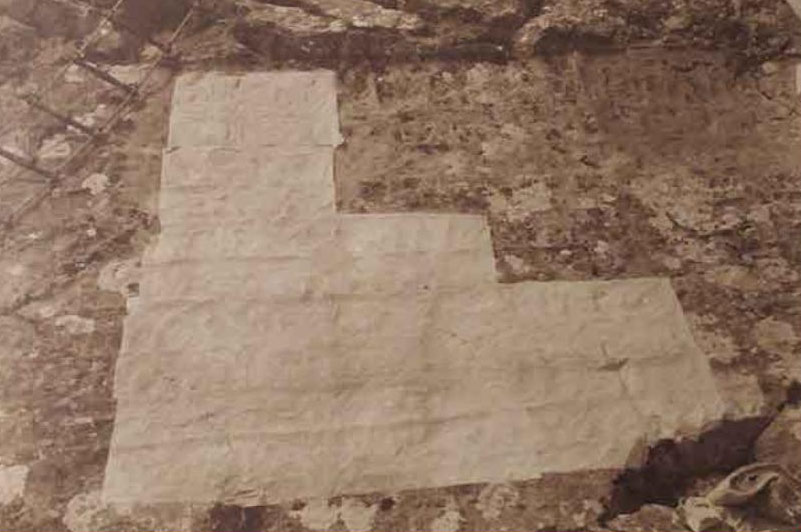
Nişantaş

Die drei Forscher trafen sich in Athen, von wo sie gemeinsam weiter nach Konstantinopel segelten. Dort hielten sie sich einige Zeit auf, um Vorbereitungen zu treffen, Einkäufe zu tätigen und Träger und Helfer einzustellen. In dieser Zeit unternahmen sie Ausflüge in die Umgebung, darunter nach Binbirkilise, wo sie die britischen Archäologen Gertrude Bell und William Mitchell Ramsay trafen. Da sie wie auch Bell weniger an klassischer Antike interessiert waren als an deren Vorläufern und Nachfolgern, war ihr erstes Ziel der Ort Demirli im Bezirk İhsaniye der Provinz Afyonkarahisar, im Zentrum des Phrygerreiches.
Danach führte sie ein Auftrag ihrer Universität nach Angora (Ankara). Dort sollten sie Abklatsche der großen Inschrift Res gestae divi Augusti, auch genannt Monumentum Ancyranum, am Tempel der Roma und des Augustus, des Rechenschaftsberichts des römischen Kaisers Augustus, erstellen. Zwar gab es bereits Gipsabdrücke davon, die Carl Humann 1882 für die Königlichen Museen zu Berlin erstellt hatte, jedoch waren sie für amerikanische Wissenschaftler schwer zugänglich. Obwohl sie die Unterstützung des Gouverneurs und des Polizeichefs hatten, gestalteten sich die Arbeiten schwierig. Der lateinische Text innen an den beiden Anten des Tempels war relativ problemlos zu bearbeiten, die Außenseite des Gebäudes, die die griechische Version der Inschrift trug, war jedoch von drei Privathäusern so verbaut, dass die Inschrift nur aus dem Inneren der Häuser zugänglich war. Außerdem war einer der Hausbesitzer auf Reisen und nicht erreichbar. Mit tatkräftiger Hilfe der Polizei und eines von den Beamten zur Verfügung gestellten ehemaligen Einbrechers, der inzwischen als offizieller Hausöffner der Provinz arbeitete, gelang es ihnen schließlich doch, die Kopien zu beschaffen. Dabei mussten sie Wände von Tünche befreien, einen Kamin abbauen und Wände einreißen. Nachdem sie über 500 Blatt Abklatschpapier verbraucht hatten, konnten schließlich die gewünschten Kopien auf 92 Blättern nach New York gesandt werden.
Nächstes Ziel war die Hethiterhauptstadt Ḫattuša. Dort war ihr wichtigstes Projekt die elfzeilige Inschrift Nişantaş in Luwischen Hieroglyphen. Die damals als hethitische Hieroglyphen bezeichnete und noch unlesbare Schrift konnte erst ein halbes Jahrhundert später entschlüsselt werden. Darin berichtet  der letzte König des hethitischen Großreichs Šuppiluliuma II. von seinen Taten. Auch der weitere Verlauf ihrer Reise führte sie zu zahlreichen hethitischen Denkmälern mit Inschriften. Sie kopierten und photographierten unter anderem die Stelen und Felsinschriften von Köylütolu (damals als Kölit Oghlu Yaila bekannt), Karadağ (Qara Dagh), Karaburna (Qara Burna), Hisarçık (Asarjyk), Tekirderbent (Tekir Devrent), Bahçeköy (Boghcha), İvriz, Bulgarmaden (Bulghar Maden), Eğriköy (Egri Köi), Fıraktın (Ferakhdin), Kurubel (Quru Bel) und Arslantaş (Arslan Tash), wo sie im Schnee Feuer machen mussten, um ihr Abklatschpapier zu trocknen. Die weitere Reise führte über Gürün, İspekçür (Isbekjür), Kötükale (Kötü Qale) und Malatya (Malatia) nach Diyarbakır. Dort wurden sie Zeuge, wie lokale Aufstände gegen Verwüstungen durch Stammesfürsten von Regierungstruppen niedergeschlagen wurden. Sie setzten ihren Weg nach Süden fort durch den Gebirgszug Tur Abdin nach Mardin. Besonders Wrench zeigte Interesse an der mittelalterlichen Architektur der syrischen Christen. In seinem Notizbuch findet sich eine Grundrissskizze des Klosters Deyrulzafaran mit einer Kopie einer syrischen Inschrift, einige Tage später zeichnete er die Mor-Yakup-Kirche in Nusaybin. In Mardin feierten sie das Weihnachtsfest gemeinsam mit amerikanischen Missionaren des American Board in Turkey. Von Mardin zogen die Reisenden über Ninive und Nimrud weiter zu ihrem Endziel Bagdad. Nachdem auf der letzten Etappe der Wagen, der ihr Bettzeug transportierte, in einen Fluss gefallen war, kamen die drei Forscher am 7. Februar 1908 in abgerissenem Zustand nach 1500 Meilen und über 200 Tagen in der lebendigen Weltstadt Bagdad an. Nach einer Erholungszeit reisten sie auf getrennten Wegen zurück nach Istanbul, wobei Wrench nochmals die Klöster des Tur Abdin erkundete. Im Juni trafen sie sich in Istanbul wieder.

## Folgen
Nach ihrer Rückkehr in die Vereinigten Staaten trennten sich ihre beruflichen Wege. Charles erlangte an der University of Pennsylvania den Ph. D. in Hethitologie, Olmstead nahm eine Wissenschaftlerstelle am Oriental Institute der University of Chicago an und Wrench ging an die University of Missouri, wo er zur Geschichte von Missouri forschte und Präsident der Missouri  Archaeological Society wurde. Obwohl sie gelegentlich wieder zusammentrafen, wurde ihr geplanter Reisebericht nie veröffentlicht, lediglich Charles publizierte 1911 die hethitischen Monumente, die sie auf ihrer Fahrt dokumentiert hatten, als seine Doktorarbeit. Die Kopien des Monumentum Ancyranum wurden später digitalisiert und sind heute im Internet zugänglich.